# Euzora costalis
Euzora costalis este o molie din familia Lymantriinae. Se găsește în India (Sikkim).

## Legături externe
- en Baza de date a genului Lepidoptera la Muzeul de istorie naturală